# Округ Орлинс (Њујорк)
Округ Орлинс (енгл. Orleans County) је округ у америчкој савезној држави Њујорк. По попису из 2010. године број становника је 42.883.

## Демографија
Према попису становништва из 2010. у округу је живело 42.883 становника, што је 1.288 (2,9%) становника мање него 2000. године.
| Група             | 2000.          | 2010.          |
| Белци             | 38.552 (87,3%) | 37.658 (87,8%) |
| Афроамериканци    | 3.230 (7,3%)   | 2.523 (5,9%)   |
| Азијати           | 142 (0,3%)     | 179 (0,4%)     |
| Хиспаноамериканци | 1.719 (3,9%)   | 1.757 (4,1%)   |
| Укупно            | 44.171         | 42.883         |